# Balije Lotharingen

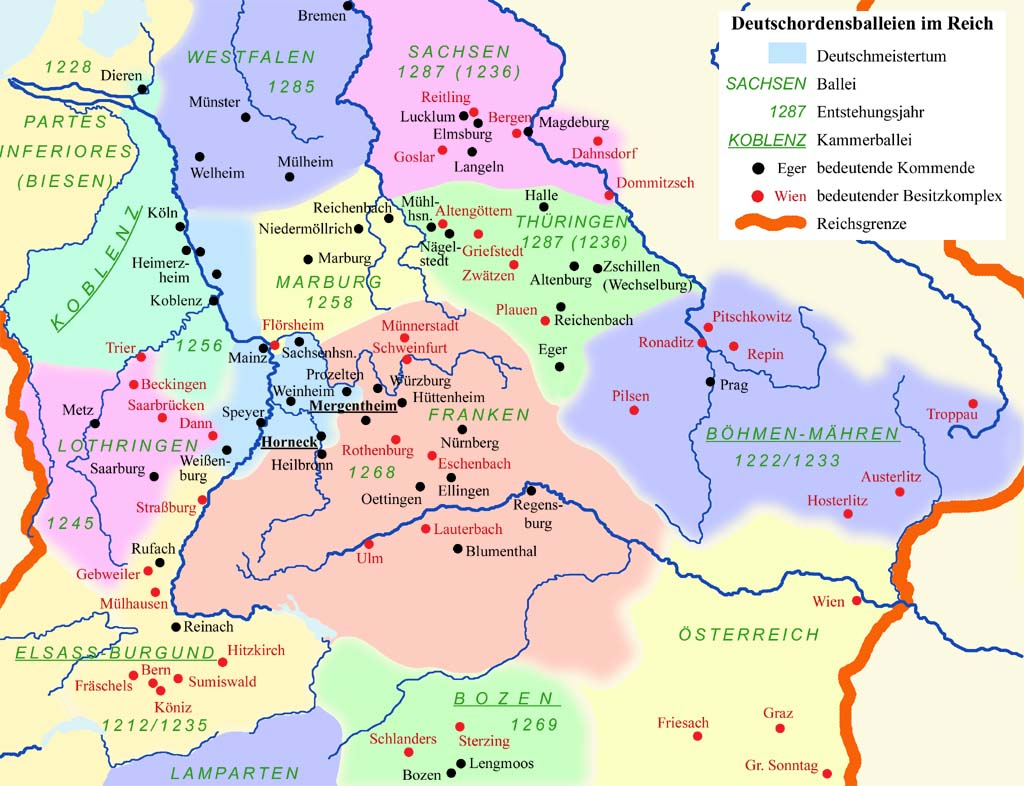
Balijen van de Duitse Orde

Lotharingen was een balije van de Duitse Orde.
Op zijn laatst in 1245 werden de goederen van de Duitse Orde in het westen van het Heilige Roomse Rijk samengevoegd in een balije Lotharingen. Mogelijk is de balije al eerder ontstaan maar een eerdere datering is niet mogelijk. Tot deze balije behoorden de vestiging in Metz met goederen die reeds rond 1210 waren verworven. Verder een hospitaal in Luxemburg, een in 1222 door de burgers van Saarburg geschonken hospitaal en een commanderij in Saarbrücken, waar de Orde al in 1227 goederen had verworven. Tot de balije behoorde ook Dan, dat in 1245 aan de Orde was gegeven, maar pas een jaar later bij de balije werd gevoegd. In latere jaren kwamen daar nog bij Einsiedel (bij Kaiserslautern) en Beckingen. De belangrijkste commanderij, tevens zetel van de landcommandeur was Trier. De oorsprong van het huis in Trier is onduidelijk, maar in 1242 is het in ieder geval aanwezig.

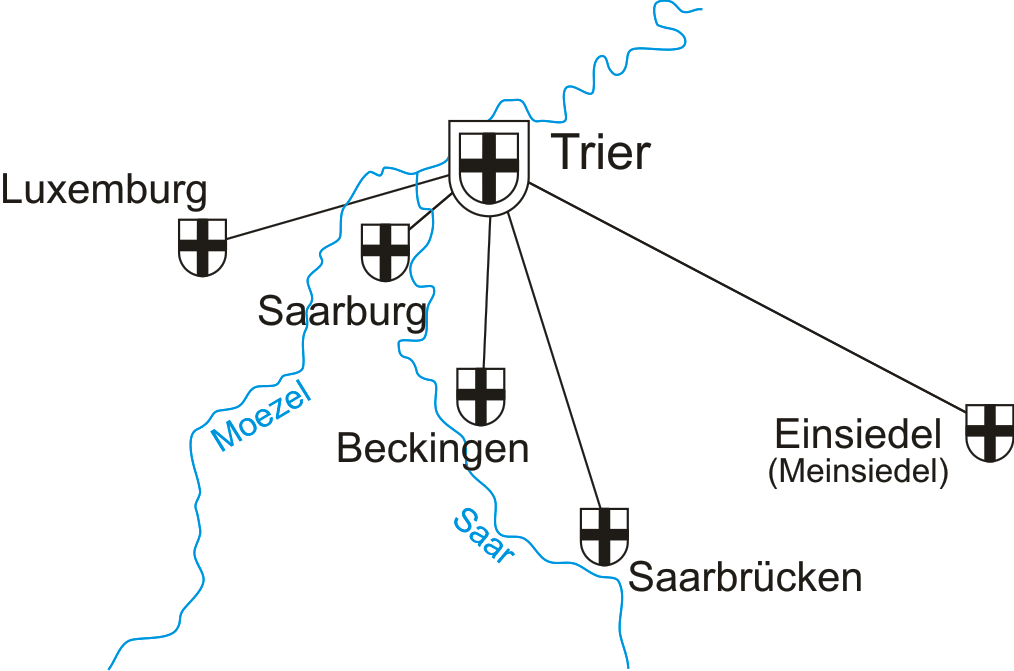
commanderijen van de balije Lotharingen aan het eind van de achttiende eeuw

## Commanderijen omstreeks 1400
- Trier
- Beckingen
- Dan
- Einsiedel (Meinsiedel)
- Luxemburg
- Metz
- Saarbrücken
- Sarrebourg

## Commanderijen aan het eind van de zeventiende eeuw
- landcommanderij Trier (gelegen in Keur-Trier met bezittingen in Keur-Keulen en het hertogdom Luxemburg, rijksvrijheid omstreden)
- commanderij Beckingen (gelegen in het hertogdom Lotharingen)
- commanderij Saarburg (gelegen in Frankrijk)
- commanderij Saarbrücken (gelegen in het vorstendom Nassau-Saarbrücken met de rijksvrije heerlijkheden Hundting, Eschringen en Rollingen)
- commanderij Meinsiedel (later Einsiedlerhof in Kaiserslautern, rijksvrij)
- commanderij Luxemburg (gelegen in het hertogdom Luxemburg)